# ワシントン州立大学 (プルマン)
ワシントン州立大学（英語: Washington State University）は、ワシントン州プルマンに本部を置くアメリカ合衆国の州立大学。1890年創立、1890年大学設置。
通称WSUまたはワズー (Wazzu) と呼ばれている。シアトルのワシントン大学とともにワシントン州を代表する、大規模総合大学である。1890年創立。プルマンの本部キャンパスのほか、ワシントン州東部の主要都市スポケーン、州南部のトライシティズ、南西部の中都市バンクーバー（オレゴン州ポートランド郊外）にもキャンパスを構えている。
ブライアン・ホール (Bryan Hall) にはワシントン州立大学のランドマークである時計台がある。このブライアン・ホールをはじめ、学舎は赤レンガで統一されている。大学構内には消防署、屋内コロセウム、約3万人収容のスタジアム、熊牧場、ジム等がある。約10km 東にはアイダホ大学があり、この大学との交流は盛んである。

## 教育
教育分野は300以上、150を超える専攻を有し、20,000人を超える学生が勉学に勤しんでいる。また、約80カ国を超える世界中の国からの留学生を受け入れている。留学生の国籍は日本を含むアジアの国々、北欧、ヨーロッパ、南アフリカなど様々である。また教職員の出身国も様々である。8マイルほど離れた場所に位置するアイダホ大学とは学術面でお互いに提供しあっている。
USニュース&ワールドレポートによると、全米トップクラスの公立研究大学のひとつに位置付けられており、研究が盛んである。

## 学術分野

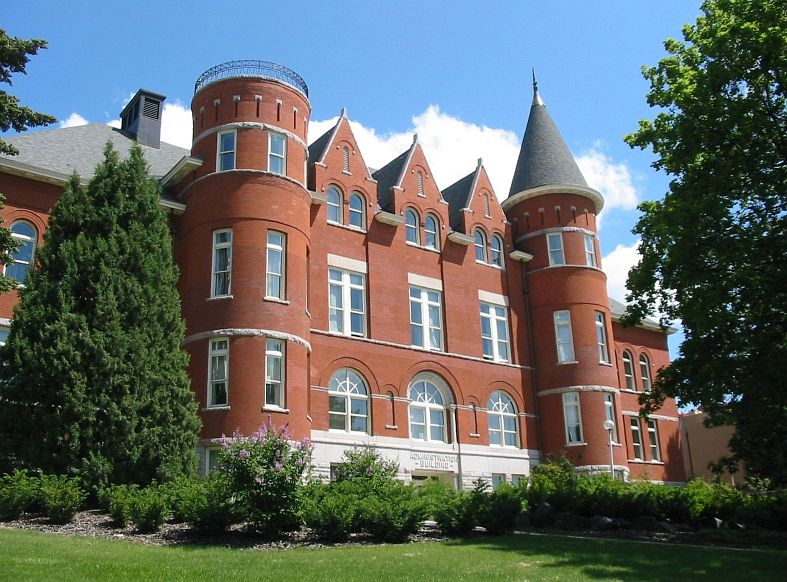
Thompson Hall

以下に記載されている学術分野で学士号は勿論、修士号、博士号のほとんどが取得できる。
- 農芸化学 (Agricultural Sciences)
- 建築学・ビジュアル・アーツ、デザイン (Architecture, Visual Arts, and Design)
- 生物学・物理学・数学 (Biological, Physical, and Mathematical Sciences)
- 経営学・経済学 (Business and Economics)
- コミュニケーション学 (Communication)
- コンピューター科学 (Computer Technologies)
- 教育学・健康スポーツ科学 (Education, Sport, and Fitness)
- 工学 (Engineering)
- 自然環境科学 (Environmental and Natural Resource Sciences)
- 保健学 (Health Sciences)
- 歴史学・言語学・語学・文学・哲学 (History, Languages, Literature, and Philosophy)
- 舞台芸術学 (Performing Arts)
- 社会科学 (Social Sciences)
- 予備役将校訓練課程 (ROTCプログラム)

## スポーツ

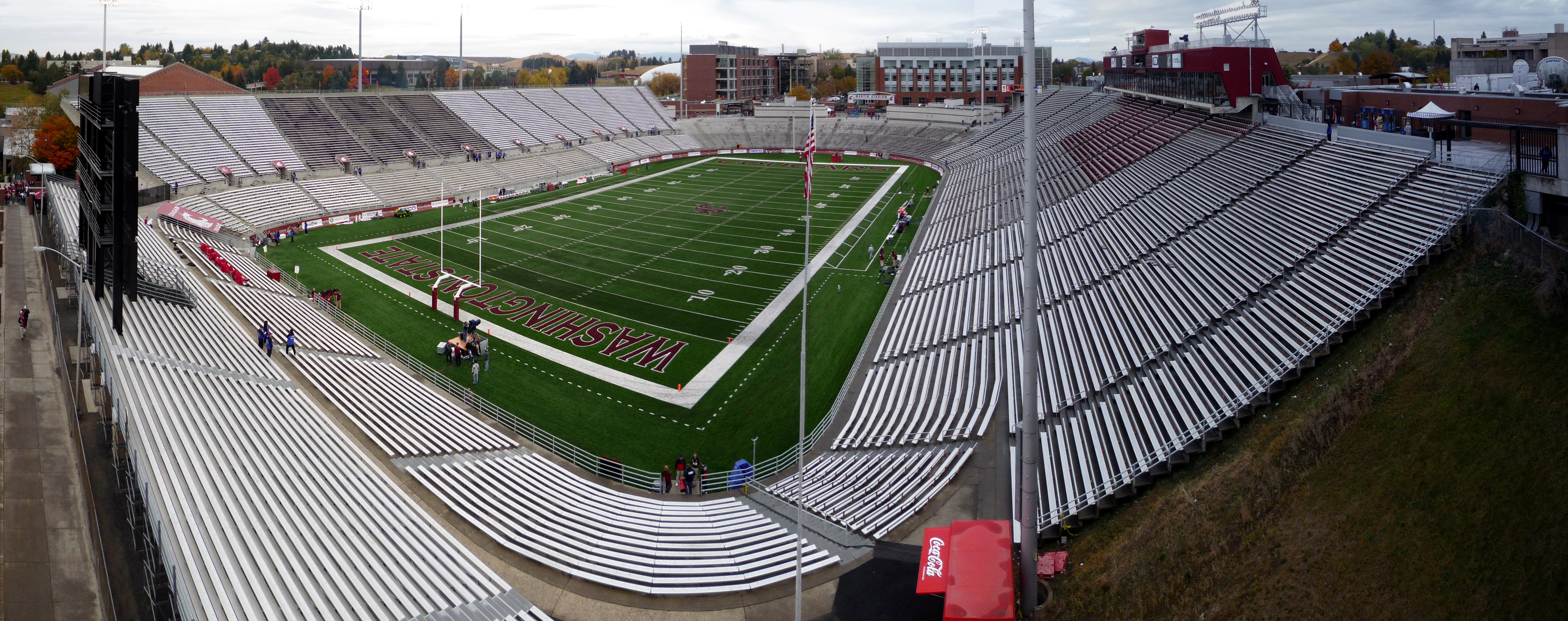
Martin Stadium

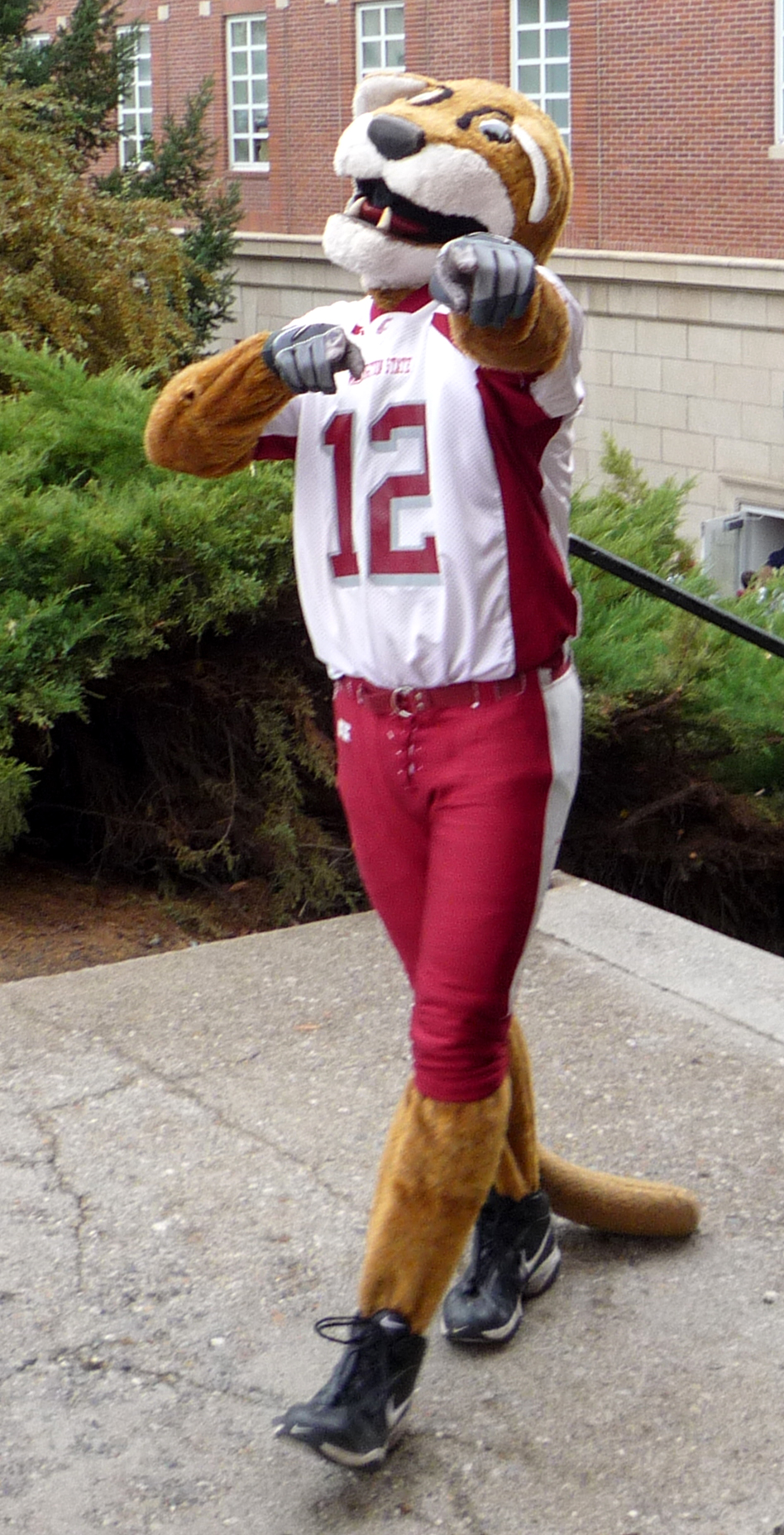
マスコット (Butch T. Cougar)

スポーツはパシフィック12カンファレンスに属している。アメリカンフットボールに関しては、2003年にカレッジ4大ボウルのひとつ「ローズボウル」にも出場した。シーズンの最終戦は、必ず州内の「ライバル」であるワシントン大学との試合となっている。アップルカップと呼ばれるこの試合は全米各地で行われる定例戦のひとつであり、ワシントン州内では日本における早慶戦のように盛り上がる。
ワシントン大学のマスコット「ハスキー」(Husky) に対し、ワシントン州立大学のマスコットはクーガー (Cougar) という。また、チーム名はクーガーズ (Cougars) という。

## 同大学出身の有名人
- ポール・アレン - マイクロソフト共同創業者
- ロン・セイ - MLB（ロサンゼルス・ドジャースなど）でプレーしたプロ野球選手
- マイク・キンケード - MLBやNPB（阪神タイガース）でプレーしたプロ野球選手
- ジョン・オルルド - MLB（シアトル・マリナーズなど）でプレーしたプロ野球選手
- アーロン・シーリー - MLB（テキサス・レンジャーズなど）でプレーしたプロ野球選手
- クレイ・トンプソン - NBA（ゴールデンステート・ウォリアーズ）で活躍するプロバスケットボール選手
- アロン・ベインズ - NBA（サンアントニオ・スパーズ）で活躍するプロバスケットボール選手
- ジョシュ・ホーキンソン - Bリーグ（信州ブレイブウォリアーズ）で活躍するプロバスケットボール選手
- ドリュー・ブレッドソー - NFL（ニューイングランド・ペイトリオッツなど）でプレーしたアメリカンフットボール選手
- ジョン・アベルソン - 生化学者
- フィリップ・アベルソン - 物理学者

参照：List of Washington State University people（Wikipedia英語版）
- 上沢謙二 - 児童文学者
- 中林美恵子 - 元衆議院議員、政治学者
- 天野春果 - 川崎フロンターレ職員